# Stuart Ringholt
Stuart Ringholt (* 1971 in Perth) ist ein australischer Performance- und Videokünstler.

## Werk
Bekannte Werke sind Embarrassed (2003), eine Serie von Aktionen, bei denen Ringholt sich in der Öffentlichkeit blamierte, Funny Fear Workshop (2004), bei dem er Teilnehmer dazu anleitete, sich von ihrem Peinlichkeitsgefühl zu befreien und der Anger Workshops (2008) in Form einer Gruppentherapiesitzung.
Stuart Ringholt war auf zahlreichen Ausstellungen im In und Ausland vertreten. Er war unter anderem Teilnehmer der 16. Biennale of Sydney, 2008, Singapore Biennale, 2011, dOCUMENTA (13), 2012.

„Stuart Ringholts Werk, das ausdruckslosen Ernst mir Slapstick-Humor und einer Faszination für das Absurde verbindet, nimmt viele Formen an; er schafft Performances, Videos und Skulpturen, leitet aber auch Gemeinschaftsworkshops. Durch die Ergründung der Macht der kleinen Geste setzt er erhebliche Bedeutungsverschiebungen in Gang.“

### Videos (Auswahl)
- 1971: La Région centrale/The Central Region
- 2007: Merri Creek
- 2007: AUM
- 2009: Helen Lane
- 2010: Starring William Shatner as Curator